# 島田海吏
島田 海吏（しまだ かいり、1996年2月6日 - ）は、熊本県宇土市出身のプロ野球選手（外野手）。右投左打。阪神タイガース所属。

## 経歴

### プロ入り前
小学3年まで福岡に住んでいたが両親が離婚し、父の実家がある宇土に引っ越し、宇土市立宇土東小学校4年時から「宇土イースターズ」で野球を始めた。陸上の元短距離選手だった父が走塁コーチを務めていた。宇土市立鶴城中学校時代には、同校の軟式野球部に所属。
九州学院高校へ進学後、外野手として1年時の秋からレギュラーの座を掴み、2年時の春には第84回選抜高等学校野球大会へ出場した。しかし、同年の春夏連覇を果たす大阪桐蔭高校との2回戦で、後にプロでチームメイトとなる1年上の藤浪晋太郎の前に2打数無安打（「8番・右翼手」で三振、中飛、投犠打）に抑えられ、9回には代打を送られチームも敗退した。結局、甲子園に出場できたのはこの時だけで、後に「格が違いすぎて、手も足も出ない状況で…。このクラスの球を打てるようにならないとプロでは活躍できないという思いが芽生えた」と語っている。1学年先輩に大塚尚仁や溝脇隼人がいた。
上武大学への進学後は、2年時の春から中堅手としてレギュラーの座を確保。関甲新学生野球のリーグ戦では、3年時の春季に首位打者と最高出塁率のタイトルを獲得した。在学中には、リーグ戦で通算51試合に出場、打率.329、1本塁打、33打点という成績を残したほか、外野手としてベストナインに2回選ばれた。同学年に石井将希がいる。さらに、3年時の夏と4年時の夏には、大学日本代表の一員として日米大学野球選手権大会に出場。4年時の夏に日本代表として出場したユニバーシアードでは、「1番・左翼手」として全7試合中6試合にスタメンで出場すると、打率.391を記録するなどの好成績でチームの優勝に貢献した。
大学4年の2017年秋にプロ志望届を提出し、同年のNPBドラフト会議にて阪神タイガースから4巡目で指名された。契約金5000万円、年俸800万円（金額は推定）という条件で入団した。背番号は53。なお、阪神で外野手が背番号53を着用する事例は赤星憲広の現役引退以来8年ぶりである。島田の大学の同級生の石井も、同時に開かれた育成ドラフト会議での1巡目指名を経て育成選手として阪神へ入団した。

### 阪神時代
2018年には、同期入団の新人選手からは馬場皐輔・熊谷敬宥と共に沖縄県宜野座村での一軍春季キャンプへ参加。持ち前の俊足に加えて、練習試合で本塁打を放つなど打撃でも存在感を示し、一躍「正中堅手候補の筆頭」と目された。同年の新人選手ではただ1人キャンプを通して一軍に帯同し、オープン戦序盤でもスタメンとして出場を続けた。その後一時は二軍へ回っていたが、代走要員として開幕一軍入りを果たした。4月1日の読売ジャイアンツとの開幕カード第3戦（東京ドーム）では、9回表に代走で一軍公式戦に初出場。しかし、それ以降は出場の機会がなく4月8日付で出場選手登録を抹消された。二軍降格後は、ウエスタン・リーグ公式戦でリーグ2位の26盗塁を記録しチームの8年ぶりとなるリーグ優勝に貢献し、ファーム優勝決定後の9月23日に一軍へ再昇格。10月1日の対横浜DeNAベイスターズ戦（甲子園）にて8回裏に代打でプロ入り後初となる一軍公式戦での打席に立つと、翌2日の対広島東洋カープ戦（MAZDA Zoom-Zoom スタジアム広島）で「8番・中堅手」としてプロ初先発出場、3日の同カードでは「2番・中堅手」として先発出場し1回表の第1打席で右前へプロ初安打を、延長11回表の第6打席で遊撃への内野安打を放ちプロ初のマルチヒットを記録した。6日の対DeNA戦（甲子園）では同点で迎えた延長11回裏の第6打席で、一死満塁から右前適時打を放ち初打点を初サヨナラ打で記録、初のお立ち台にも上がった。その後も一軍で出場を続け、最終的に12試合出場で打率.200・0本塁打・1打点の成績を残した。50万増の推定年俸850万円で契約を更改。オフには第2回WBSC U-23ワールドカップに出場する日本代表へ選出され、主に「2番・中堅手」として全9試合に出場し、打率.344・1本塁打・5盗塁・12得点を記録するなどチームを牽引し準優勝に貢献。自身も最多得点賞の表彰を受けた。
2019年は、6月6日に一軍に初昇格する。一軍で7試合に出場し打率.250の成績だった。
2020年は、一軍出場43試合で打率.176であった。
2021年は、一軍出場57試合で打率.243であった。なお、ウエスタン・リーグでは規定打席未到達ながら21盗塁で盗塁王のタイトルを獲得している。
2022年は、2年ぶりに一軍春キャンプメンバーに抜擢。オープン戦でも結果を残したものの、新型コロナウイルスへの感染により開幕一軍入りは逃した。その後復帰し、4月9日付の公示で一軍に昇格した。5月までは主に代走として試合終盤に起用されていたが、6月1日の対埼玉西武ライオンズ戦（甲子園）で「1番・右翼手」として先発起用されて以降はスタメンに固定されるようになった。22日の対広島戦（マツダ）からは「1番中野拓夢・2番島田・3番近本光司」の打順が定着。ただ、対左投手に難があったため、相手の左腕エースと対戦する際にはスタメンを外れることもあった。8月10日の対DeNA戦（横浜）からは、中野・近本両名が新型コロナウイルスに感染し登録を抹消されたため、「1番・中堅手」として起用されるようになった。
2023年は、開幕から一度も二軍に降格することなく一軍に帯同し続けたが、代走や守備固めでの起用が中心だった。打撃の面では、7月5日の広島戦でプロ初本塁打となる先頭打者本塁打を放つ場面もあったものの、最終的な成績は101試合の出場で打率.145、1本塁打、6打点に終わった。11月21日に現状維持の推定年俸3000万円で契約を更改した。
2024年は、前年を下回る62試合の出場で、先発出場も13試合に終わったが、打率は.275と前年を大きく上回る数値を残し、代打で起用されることもあった。11月27日に200万円増の推定年俸3200万円で契約を更改した。

## 選手としての特徴
リードオフマンといわれている。50m走で最速5秒75、本塁から一塁への到達タイムで最速3秒78を記録した俊足と、遠投110mを誇る強肩の持ち主。
盗塁に関しては、大学時代は「スタートを切れればアウトにはならない」と豪語するほど自信を見せており、島田のプレーを大学時代から見ていた阪神OBの赤星も「大学の2年生頃までは俊足を盗塁に活かせていなかったが、3、4年生になってから盗塁を成功できる選手になった」と評していた。しかし、プロに入ると特にスライディングの面で技術不足を露呈し、ベース付近で勢いを殺さない強いスライディングの体得を目指している。
打撃ではスイングが鋭く、優れたバットコントロールを備えており、打球を広角に打ち分ける。
バットを投手に合わせて使い分けることも意図している。

## 人物
- 「海吏」という名前には、「海のように広い心を持ってほしい」という願いが込められている[48]。

- 子供の頃は福岡に住んでいたためホークスファンで、父にホークスの試合に連れて行ってもらった時に松中信彦の本塁打が目の前に落ちてきたことがあり、松中を応援していた[49]。

- 中学時代には、持ち前の俊足を買われて陸上の競技大会にも出場したことがある。県大会の男子100m走では、11秒01というタイムで優勝した[50][51]。さらに、3年時にはジュニアオリンピックの男子100mの部にも出場した。島田も桐生祥秀と同組の準決勝4位で敗退したものの、タイムは11秒41で、11秒60（8位）の桐生の成績を上回った[52]。また、このことから、2017年9月9日に桐生が日本人選手として初めて男子100m走で9秒台の公認記録（9秒98）を樹立した際、同年のドラフト候補であった島田も「桐生に勝った男」として注目を集めた[53]。

- 西川遥輝を理想の選手として挙げており、島田も「バットをしっかり振れて、足も速くて、盗塁もできて、守備もどこでもこなせて、魅力が多い選手になりたいです」と語っている[42]。阪神への入団決定後は、球団OBの赤星を目標の選手として挙げることもある[50]。

- 『天才バカボン』のウナギイヌに雰囲気が似ていることから、チーム内での愛称は「うなぎ」[54]。2022年、佐藤輝明が島田の俊足が得点に絡んだ際の選手談話で「ありがとうなぎ」というフレーズを使い始めたことをきっかけに[55]、土用の丑の日である7月23日に球団から同フレーズをモチーフとした「ありがとうなぎうちわ」などのグッズの発売が発表された[56][57]。

- 2022年11月27日、一般女性と結婚したことを公表した[58]。

## 詳細情報

### 年度別打撃成績
| 年 度     | 球 団     | 試 合 | 打 席 | 打 数 | 得 点 | 安 打 | 二 塁 打 | 三 塁 打 | 本 塁 打 | 塁 打 | 打 点 | 盗 塁 | 盗 塁 死 | 犠 打 | 犠 飛 | 四 球 | 敬 遠 | 死 球 | 三 振 | 併 殺 打 | 打 率 | 出 塁 率 | 長 打 率 | O P S |
| --------- | --------- | ----- | ----- | ----- | ----- | ----- | -------- | -------- | -------- | ----- | ----- | ----- | -------- | ----- | ----- | ----- | ----- | ----- | ----- | -------- | ----- | -------- | -------- | ----- |
| 2018      | 阪神      | 12    | 37    | 35    | 5     | 7     | 1        | 1        | 0        | 10    | 1     | 0     | 1        | 1     | 0     | 1     | 0     | 0     | 7     | 0        | .200  | .222     | .286     | .508  |
| 2019      | 阪神      | 7     | 5     | 4     | 2     | 1     | 1        | 0        | 0        | 2     | 0     | 0     | 0        | 0     | 0     | 1     | 0     | 0     | 1     | 0        | .250  | .400     | .500     | .900  |
| 2020      | 阪神      | 43    | 21    | 17    | 4     | 3     | 0        | 0        | 0        | 3     | 1     | 3     | 0        | 1     | 0     | 2     | 1     | 1     | 4     | 0        | .176  | .300     | .176     | .476  |
| 2021      | 阪神      | 57    | 78    | 70    | 7     | 17    | 3        | 0        | 0        | 20    | 9     | 8     | 1        | 3     | 0     | 5     | 0     | 0     | 13    | 0        | .243  | .293     | .286     | .579  |
| 2022      | 阪神      | 123   | 339   | 311   | 36    | 82    | 7        | 2        | 0        | 93    | 17    | 21    | 5        | 9     | 1     | 15    | 0     | 3     | 56    | 3        | .264  | .303     | .299     | .602  |
| 2023      | 阪神      | 101   | 121   | 110   | 12    | 16    | 0        | 1        | 1        | 21    | 6     | 7     | 1        | 1     | 0     | 7     | 0     | 3     | 26    | 4        | .145  | .217     | .191     | .408  |
| 2024      | 阪神      | 62    | 94    | 80    | 8     | 22    | 2        | 0        | 0        | 24    | 2     | 5     | 3        | 3     | 0     | 10    | 0     | 1     | 16    | 2        | .275  | .363     | .300     | .663  |
| 通算：7年 | 通算：7年 | 405   | 695   | 627   | 74    | 148   | 14       | 4        | 1        | 173   | 36    | 44    | 11       | 18    | 1     | 41    | 1     | 8     | 123   | 9        | .236  | .291     | .276     | .567  |

- 2024年度シーズン終了時

### 年度別守備成績
| 年 度 | 球 団 | 外野  | 外野  | 外野  | 外野  | 外野  | 外野     |
| 年 度 | 球 団 | 試 合 | 刺 殺 | 補 殺 | 失 策 | 併 殺 | 守 備 率 |
| ----- | ----- | ----- | ----- | ----- | ----- | ----- | -------- |
| 2018  | 阪神  | 11    | 15    | 1     | 0     | 0     | 1.000    |
| 2019  | 阪神  | 6     | 5     | 0     | 0     | 0     | 1.000    |
| 2020  | 阪神  | 36    | 16    | 0     | 1     | 0     | .941     |
| 2021  | 阪神  | 46    | 41    | 0     | 0     | 0     | 1.000    |
| 2022  | 阪神  | 114   | 162   | 4     | 2     | 0     | .988     |
| 2023  | 阪神  | 97    | 60    | 0     | 4     | 0     | .938     |
| 2024  | 阪神  | 52    | 64    | 0     | 2     | 0     | .970     |
| 通算  | 通算  | 362   | 363   | 5     | 9     | 0     | .976     |

- 2024年度シーズン終了時

### 記録
初記録
- 初出場：2018年4月1日、対読売ジャイアンツ3回戦（東京ドーム）、9回表に福留孝介の代走として出場
- 初打席：2018年10月1日、対横浜DeNAベイスターズ23回戦（阪神甲子園球場）、8回裏に石田健大から一ゴロ
- 初先発出場：2018年10月2日、対広島東洋カープ24回戦（MAZDA Zoom-Zoom スタジアム広島）、「8番・中堅手」で先発出場
- 初安打：2018年10月3日、対広島東洋カープ25回戦（MAZDA Zoom-Zoom スタジアム広島）、1回表に九里亜蓮から右前安打
- 初打点：2018年10月6日、対横浜DeNAベイスターズ24回戦（阪神甲子園球場）、10回裏に砂田毅樹から右前サヨナラ適時打
- 初盗塁：2020年8月2日、対横浜DeNAベイスターズ9回戦（阪神甲子園球場）、6回裏に二盗（投手：平良拳太郎、捕手：戸柱恭孝）
- 初本塁打：2023年7月5日、対広島東洋カープ11回戦（MAZDA Zoom-Zoom スタジアム広島）、1回表に森下暢仁から右越ソロ[59]

その他の記録
- プロ初本塁打が先頭打者本塁打 ※史上46人目、球団史上3人目[37]

### 背番号
- 53（2018年[7] - ）

### 登場曲
- 「アイネクライネ」米津玄師（2018年）
- 「灰色と青」米津玄師（2019年）
- 「Just One」Hoobastank（2020年）
- 「Barricades」澤野弘之（2021年、2022年（奇数打席） - ）
- 「Call your name<Gv>」Gemie（2022年（偶数打席） - ）

### 代表歴
- 2018 WBSC U-23ワールドカップ